# Chloé Chevalier
Chloé Chevalier (Saint-Martin-d'Hères, 2 novembre 1995) è un'ex biatleta francese.

## Biografia
Sorella di Anaïs, a sua volta biatleta, Chloé Chevalier, in Coppa del Mondo ha esordito il 18 dicembre 2015 a Pokljuka (69ª nella sprint) e ha ottenuto il primo podio il 7 marzo 2020 a Nové Město na Moravě (2ª in staffetta). Ha debuttato ai campionati mondiali a Pokljuka 2021 piazzandosi 8ª in staffetta. Il 14 gennaio 2022 ha conquistato, in staffetta a Ruhpolding, la prima vittoria in Coppa del Mondo; ai Mondiali di Oberhof 2023 è stata 15ª nella sprint, 19ª nell'inseguimento, 13ª nella partenza in linea, 33ª nell'individuale e 4ª nella staffetta.

## Palmarès

### Mondiali juniores
- 3 medaglie:
  - 1 oro (staffetta a Minsk-Raubyči 2015)
  - 2 bronzi (sprint a Minsk-Raubyči 2015, inseguimento a Cheile Grădiștei 2016)

### Europei
- 5 medaglie:
  - 2 ori (inseguimento, individuale a Val Ridanna 2018)
  - 1 argento (sprint a Val Ridanna 2018)
  - 2 bronzi (staffetta a Otepää 2015; super sprint a Minsk-Raubyči 2020)

### Olimpiadi giovanili
- 1 medaglie:
  - 1 bronzo (staffetta mista a Innsbruck 2012)

### Coppa del Mondo
- Miglior piazzamento in classifica generale: 16ª nel 2023
- 11 podi (1 individuale, 10 a squadre):
  - 3 vittorie (a squadre)
  - 4 secondi posti (1 individuale, 3 a squadre)
  - 4 terzi posti (a squadre)

#### Coppa del Mondo - vittorie
| Data             | Località   | Nazione  | Spec.                                                   |
| ---------------- | ---------- | -------- | ------------------------------------------------------- |
| 14 gennaio 2022  | Ruhpolding | Germania | RL (con Anaïs Chevalier, Justine Braisaz e Julia Simon) |
| 11 dicembre 2022 | Hochfilzen | Austria  | RL (con Lou Jeanmonnot, Anaïs Chevalier e Julia Simon)  |
| 22 gennaio 2023  | Anterselva | Italia   | RL (con Lou Jeanmonnot, Anaïs Chevalier e Julia Simon)  |

Legenda:

RL = staffetta